# Heterocentron chimalapanum
Heterocentron chimalapanum là một loài thực vật có hoa trong họ Mua. Loài này được Todzia mô tả khoa học đầu tiên năm 1999.